# Llista de monuments de Sant Lluís
Llista de monuments Sant Lluís catalogats pel consell insular de Menorca com a Béns d'Interès Cultural en la categoria de monuments pel seu interès històric, artístic, arquitectònic, arqueològic, històric-industrial, etnològic, social, científic o tècnic.
| Monument                                            | Tipus                                   | Localització                                                  | Coordenades                                          | Codi?         | Imatge |
| --------------------------------------------------- | --------------------------------------- | ------------------------------------------------------------- | ---------------------------------------------------- | ------------- | --- |
| Torre de defensa d'Alcalfar                         | BIC: ACF-A01 Arq. defensiva             | Sant Lluís Alcalfar, Cala Alcalfar                            | 39° 49′ 30″ N, 4° 17′ 46″ E / 39.825108°N,4.296067°E | RI-51-0008583 | Torre d'Alcalfar (Sant Lluís) · Vegeu més fotos d'aquest monument · Carregueu una nova foto d'aquest monument        |
| Edificació fortificada d'Alcalfar Vell              | BIC: ACF-A02 Arq. defensiva             | Sant Lluís Alcalfar Vell                                      | 39° 50′ 10″ N, 4° 16′ 35″ E / 39.836216°N,4.276384°E | RI-51-0008587 | Carregueu una nova foto d'aquest monument                                                                            |
| Edificació fortificada de Binibèquer Nou            | BIC: BBN-A01 Arq. defensiva             | Sant Lluís Binibèquer Nou                                     | 39° 49′ 56″ N, 4° 14′ 33″ E / 39.83229°N,4.242406°E  | RI-51-0008589 | Carregueu una nova foto d'aquest monument                                                                            |
| Edificació fortificada de Binibèquer Vell           | BIC: BBV-A01 Arq. defensiva             | Sant Lluís Binibèquer Vell                                    | 39° 50′ 17″ N, 4° 14′ 25″ E / 39.838045°N,4.240186°E | RI-51-0008590 | Carregueu una nova foto d'aquest monument                                                                            |
| Edificació fortificada de Binifadet                 | BIC: BFD-A01 Arq. defensiva             | Sant Lluís Binifadet                                          | 39° 51′ 06″ N, 4° 15′ 26″ E / 39.851703°N,4.257154°E | RI-51-0008585 | Torre de Binifadet (Sant Lluís) · Carregueu una nova foto d'aquest monument                                          |
| Talaia de Binissafúller                             | BIC: BFU-A01 Arq. defensiva             | Sant Lluís Binissafúller                                      | 39° 50′ 08″ N, 4° 13′ 50″ E / 39.835609°N,4.230566°E | RI-51-0008582 | Carregueu una nova foto d'aquest monument                                                                            |
| Edificació fortificada de Rafalet Petit             | BIC: RFP-A01 Arq. defensiva             | Sant Lluís Rafalet Petit                                      | 39° 50′ 50″ N, 4° 14′ 04″ E / 39.847313°N,4.234489°E | RI-51-0008588 | Carregueu una nova foto d'aquest monument                                                                            |
| Torre de defensa de Son Ganxo, Torre de Punta Prima | BIC: SGX-A01 Arq. defensiva             | Sant Lluís Son Ganxo                                          | 39° 48′ 40″ N, 4° 16′ 33″ E / 39.810974°N,4.275843°E | RI-51-0008584 | Torre de Son Ganxo (Sant Lluís) · Vegeu més fotos d'aquest monument · Carregueu una nova foto d'aquest monument      |
| Talaia de Torret, talaia Grossa                     | BIC: TET-A01 Arq. defensiva             | Sant Lluís Torret                                             | 39° 49′ 29″ N, 4° 15′ 04″ E / 39.824777°N,4.251116°E | RI-51-0008572 | Carregueu una nova foto d'aquest monument                                                                            |
| Edificació fortificada de Torret                    | BIC: TET-A02 Arq. defensiva             | Sant Lluís Torret                                             | 39° 49′ 29″ N, 4° 15′ 04″ E / 39.824779°N,4.251113°E | RI-51-0008586 | Carregueu una nova foto d'aquest monument                                                                            |
| Torre de sa Vigia de Torret                         | BIC: TET-A03 Arq. defensiva             | Sant Lluís Torret, camí de sa Vigia                           | 39° 49′ 29″ N, 4° 15′ 04″ E / 39.824779°N,4.25112°E  | RI-51-0008581 | Torre de sa Vigia de Torret (Sant Lluís) · Carregueu una nova foto d'aquest monument                                 |
| Poblat de Binissafullet                             | BIC: BFT-01 Zona arqueològica visitable | Sant Lluís Binissafullet, carretera de Binissafúller          | 39° 50′ 44″ N, 4° 14′ 04″ E / 39.845694°N,4.234583°E | RI-55-0000819 | Poblat de Binissafullet (Sant Lluís) · Vegeu més fotos d'aquest monument · Carregueu una nova foto d'aquest monument |
| Poblat de Biniparratxet                             | BIC: BPT-01 Zona arqueològica visitable | Sant Lluís Biniparratxet, capçalera d'una pista de l'aeroport | 39° 50′ 59″ N, 4° 13′ 01″ E / 39.849636°N,4.216828°E | RI-55-0000677 | Poblat de Biniparratxet (Sant Lluís) · Vegeu més fotos d'aquest monument · Carregueu una nova foto d'aquest monument |
| Talaiot de Biniarroca                               | BIC: BRC-01 Zona arqueològica visitable | Sant Lluís Biniarroca, avinguda Talaiot                       | 39° 51′ 28″ N, 4° 15′ 50″ E / 39.857841°N,4.263913°E | RI-51-0003732 | Talaiot de Biniarroca (Sant Lluís) · Vegeu més fotos d'aquest monument · Carregueu una nova foto d'aquest monument   |
| Pedrera de Binibèquer Vell                          | BIC: BBV-02 Monument prehistòric        | Sant Lluís Binibèquer Vell, caló Morlà                        |                                                      | BBV-02        | Carregueu una nova foto d'aquest monument                                                                            |
| Hipogeu i sitjot de l'Estància de Binibèquer Vell   | BIC: BBV-03 Monument prehistòric        | Sant Lluís Binibèquer Vell, tanca des Bouer                   |                                                      | BBV-03        | Carregueu una nova foto d'aquest monument                                                                            |
| Hipogeu de Binibèquer Vell                          | BIC: BBV-04 Monument prehistòric        | Sant Lluís Binibèquer Vell, es Cap de sa Paret                |                                                      | BBV-04        | Carregueu una nova foto d'aquest monument                                                                            |
| Pedrera de Biniparratx Gran                         | BIC: BPR-03 Monument prehistòric        | Sant Lluís Biniparratx Gran, ses Anglades des Cap d'en Font   |                                                      | BPR-03        | Carregueu una nova foto d'aquest monument                                                                            |
| Hipogeu de Rafalet Nou                              | BIC: RFT-01 Monument prehistòric        | Sant Lluís Rafalet Nou, cova des Trull o de s'Oli             | 39° 50′ 27″ N, 4° 17′ 39″ E / 39.840969°N,4.294047°E | RI-51-0003748 | Carregueu una nova foto d'aquest monument                                                                            |
| Hipogeu de Torret / es Canaló                       | BIC: TET-02 Monument prehistòric        | Sant Lluís Torret, es Canaló                                  |                                                      | TET-02        | Carregueu una nova foto d'aquest monument                                                                            |
| Hipogeu de Torret / cala de sa Figuera              | BIC: TET-04 Monument prehistòric        | Sant Lluís Torret, cala de sa Figuera                         |                                                      | TET-04        | Carregueu una nova foto d'aquest monument                                                                            |
| Hipogeu de Torret de sa Talaia                      | BIC: TET-05 Monument prehistòric        | Sant Lluís Torret                                             |                                                      | TET-05        | Carregueu una nova foto d'aquest monument                                                                            |